# Sundski prolaz
Sundski prolaz, morski je tjesnac između indonezijskih otoka Jave i Sumatre koji spaja Javansko more s Indijskim oceanom te je kao takav geostrateški i geoprometno važna sastavnica u povezivanju Indijskoga oceana i Istočne Azije.
Važan most u ljudskoj prapovijesti. Odmah nakon pojave Homo erectusa, čovjek se selio iz Afrike u hladnom razdoblju ranoga pleistocena, koje odgovara glacijaciji Donau; ta faza traje do prije 1,8 milijuna godina; dotad je klima u istočnoj Africi postala sušnijom. U toj fazi ljudi su stigli do Jave, putem koji je iz Afrike vodio preko Bliskoga Istoka, Indije, između Bengalskog zaljeva i proširenih himalajskih ledenjaka te preko nekadašnjeg kopnenog mosta do Jave i ostalih Sundskih otoka. U posljednjem ledenom dobu formirale su se zemne spone na Zemlji, od kojih je jedna bila između jugoistočne Azije i Sundskih otoka.
Tijekom razdoblja velikih geografskih otkrića postaje važnim prometnim pravcem, ponajprije u pomorskoj trgovini Nizozemske istočnoindijske kompanije, dok ga danas, zbog relativno male širine, geoprometno sve više zamjenjuje daleko prometniji Malajski prolaz. Zbog napuštanja pomorskog prometa, a u svrhu prometnog povezivanja Jave i Sumatre, u planu je izgradnja cestovno-željezničkog visećeg mosta.
U prolazu se nalazi nekoliko vulkanskih otoka, među kojima je najpoznatiji Krakatau, poznat po vulkanskim erupcijama 1883. i 2018. godine. 1883. godine od eksplozije pri erupciji nastao je cunami, koji je stigao sve do Ognjene zemlje i otoka Hostea kod rta Horna.
1914. godine Sundskim prolazom ka Kokosovom otočju zaputio se poznati njemački ratni brod SMS Emden radi uništavanja radio releja Antante.
Početkom 1794. u prolazu se tijekom mjesec dana odvio niz skuoba francuskih gusara i plovila nizozemske istočnoindijske kompanije i Nizozemske Republike. U Drugom svjetskom ratu u prolazu se 1942. odvila bitka za Sundski prolaz, u kojoj su Japanci odnijeli pobjedu nad američko-australsko-nizozemskim snagama. Za Indonezijsko-malezijskog sukoba 1964. u prolazu se odvio dvotjedni pomorski sukob Ujedinjenog Kraljevstva i Indonezije.

## Otoci u tjesnacu
- Calmeyer
- Otočje Krakatoa
  - Anak Krakatau
  - Krakatoa, uglavnom uništen vulkanski otok
    - Danan, uništeni vulkanski stožac na Krakatoi
    - Perboewatan, uništeni vulkanski stožac na Krakatoi
    - Rakata, djelomično uništen vulkanski stožac i ostatak izvornog otoka

  - Poolsche Hoed, uništen u erupciji Krakatoa 1883.
  - Panjang, ili Rakata Ketjil

- - Sertung (verlaten)
- Legundi
- Panaitan (Prinčev otok)
- Peucang
- Handeuleum
- Sangiang (spriječiti put)
- Sebesi
- Sebuku
- Upravljači (otok)
- Tabuan

## Vanjske poveznice
- Mur, Dan: Battle of Sunda Strait NavWeaps
- Sundski prolaz Natuknica u mrežnom izdanju Opće i nacionalne enciklopedije